# 蝶々夫人

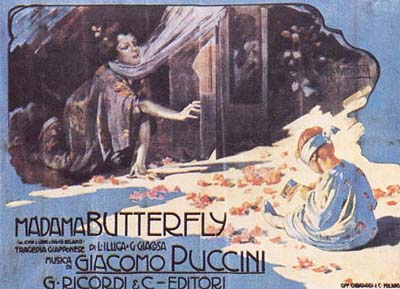
アドルフ・ホーヘンシュタインによる1904年、ミラノスカラ座初演のポスター

『蝶々夫人』（ちょうちょうふじん、英: Madame Butterfly, マダム・バタフライ）は、以下の諸作品をさす。
- アメリカの弁護士ジョン・ルーサー・ロングの短編小説
- 上記をもとに制作されたアメリカの劇作家デーヴィッド・ベラスコの同名の戯曲。
- 上記2作品をもとに制作されたジャコモ・プッチーニ作曲の同名のオペラ。

ジョン・ルーサー・ロングの「蝶々夫人」に関しては#外部リンク先を参照のこと。
『蝶々夫人』（ちょうちょうふじん、伊: Madama Butterfly, マダマ・バタフライ）は、プッチーニによって作曲された3幕もののオペラである。
長崎を舞台に、没落藩士令嬢の蝶々さんとアメリカ海軍士官ピンカートンとの恋愛の悲劇を描く。物語は、アメリカ合衆国ペンシルベニア州フィラデルフィアの弁護士ジョン・ルーサー・ロングが1898年にアメリカのセンチュリー・マガジン1月号に発表した短編小説（Madame Butterfly）」を原作にアメリカの劇作家デーヴィッド・ベラスコが制作した戯曲を歌劇台本化したものである。1904年2月17日、ミラノのスカラ座で初演されたそれは大失敗だったが、同年5月28日ブレシアで上演された改訂版の成功以来、世界のオペラハウスの標準的なレパートリー作品となっている。
色彩的な管弦楽と旋律豊かな声楽部が調和した名作で、日本が舞台ということもあり、プッチーニの作品の中では特に日本人になじみ易い作品である。特に第2幕のアリア「ある晴れた日に」は非常に有名である。

## 基本データ
- 原作 - ジョン・ルーサー・ロングの短編小説「蝶々夫人」とこれを戯曲化したデーヴィッド・ベラスコの「蝶々夫人」
- 台本 - ジュゼッペ・ジャコーザとルイージ・イッリカ
- 作曲 - ジャコモ・プッチーニ
- 初演 - 1904年2月17日、イタリア、ミラノのスカラ座

## 作曲の経緯

### 「蝶々夫人」と「お菊さん」の関係
「蝶々夫人」の先行作品として、フランスの作家ピエール・ロティの小説「マダム・クリザンテーム（お菊さん）」と、この小説に基づくアンドレ・メサジェ作曲の歌劇「お菊さん」の存在は広く知られていた。メサジェの弟子で作曲家のアンリ・フェブリエ（1875-1957）が、1947年にJEUNESSE DE LA MUSIQUE誌に寄稿した、メサジェの思い出「私の師、私の友人」という文章によれば、1892年夏メサジェとプッチーニはリコルディ出版社社長ジュリオ・リコルディの招待で、イタリアのコモ湖畔のヴィラ・デステに共に滞在して、メサジェは「お菊さん」を、プッチーニは「マノン・レスコー」を作曲した。そしてお互いのスコアを弾き合い研究した。つまりプッチーニは「お菊さん」の作曲の場にいた。またプッチーニはロティの小説「マダム・クリザンテーム」も読んでいた。この結果、それから10年後にプッチーニが蝶々夫人を作曲した際、メサジェの「お菊さん」をヒントにしたと思われる。顕著な類似点として、蝶々夫人第２幕冒頭のスズキの祈りの場面と、お菊さん第２幕冒頭のお梅の祈りの場面、また花の二重唱の後半と、お菊さんとお雪の二重唱ははっきりと類似点が認められる。それ以外にも、ゴローと勘五郎の扱いや結婚式の場面、さらに日本のメロディーの扱いなど、多数の類似点が認められる。

### 蝶々夫人との出会い
プッチーニは24歳で最初のオペラを書き上げてから、35歳の時書き上げた3作目の「マノン・レスコー」で一躍脚光を浴びた。その後「ラ・ボエーム」（1896年）、「トスカ」（1900年）と次々と傑作を生み出した。彼が「蝶々夫人」を書くのは、音楽家として、正に脂の乗り切った時期であった。
「トスカ」を発表してから、次のオペラの題材をプッチーニは探していた。1900年「トスカ」が英国で初演されるときプッチーニはロンドンに招かれた。その時、デーヴィッド・ベラスコの戯曲「蝶々夫人」を観劇した。英語で上演されていたため、詳しい内容はわからなかったが、プッチーニは感動し、次の作品の題材に「蝶々夫人」を選んだ。

### 制作の開始
同年にプッチーニはミラノに戻ると、『トスカ』の台本の執筆を手がけたイルリカとジャコーザに頼んで、最初から3人の協力で蝶々さんのオペラの制作が開始された。翌年には難航していた作曲権の問題も片付き、本格的に制作に着手した。プッチーニは日本音楽の楽譜を調べたり、レコードを聞いたり、日本の風俗習慣や宗教的儀式に関する資料を集め、日本の雰囲気をもつ異色作の完成を目指して熱心に制作に励んだ。当時のイタリア駐在特命全権公使であった大山綱介の妻・久子に再三会って日本の事情を聞き、民謡など日本の音楽を集めた。またプッチーニはヨーロッパの劇評で絶賛されていた日本人女優川上貞奴に接することを熱望した。1902年4月ミラノで観劇が叶い、貞奴の芝居に感銘を受けた。オペラ歌手の小嶋健二がイタリアの指揮者セルジオ・ファイローニ（Sergio Failoni）の未亡人から聞いた話では、ファイローニがプッチーニに蝶々夫人をなぜ作ったか聞いたところ「日本女性を愛してみればよくわかる」と答えたという。

### 自動車事故と結婚
1903年2月にプッチーニは自動車事故に遭って大腿部を骨折し、一時は身動きも出来ない重傷を負った。春になると車椅子生活での作曲を余儀なくされた。しかしプッチーニは制作を精力的に進め、その年の12月27日に脱稿した。その年の内に楽譜は小説「蝶々夫人」も初版と同じセンチュリー出版社からヤーネル・アボットの挿絵入りの単行本として出版された。原作者ロングはこの小説の戯曲化とオペラ化を大いに喜んで序文に「あの子が美しくかつ哀しい歌を歌って帰ってくる」と記している。また翌1904年1月3日にはプッチーニはトッレ・デル・ラーゴで夫人エルヴィラと正式に結婚の儀式を行っている。

## 初演の失敗と後世の評価

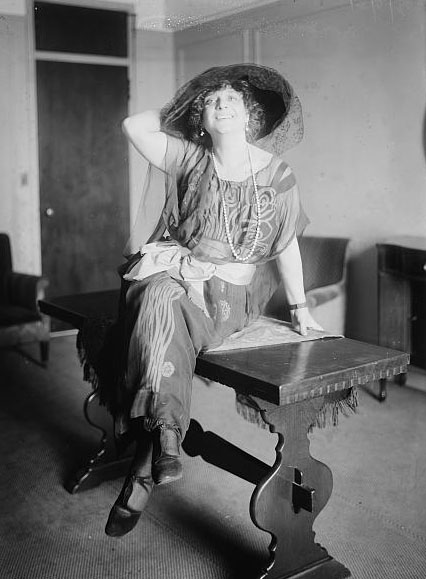
初演で蝶々夫人を演じたロジーナ・ストルキオ。拍手ひとつなく、舞台裏で泣き崩れた。プッチーニは同作の成功を誓い、自らの生存中はスカラ座での再演を禁じた

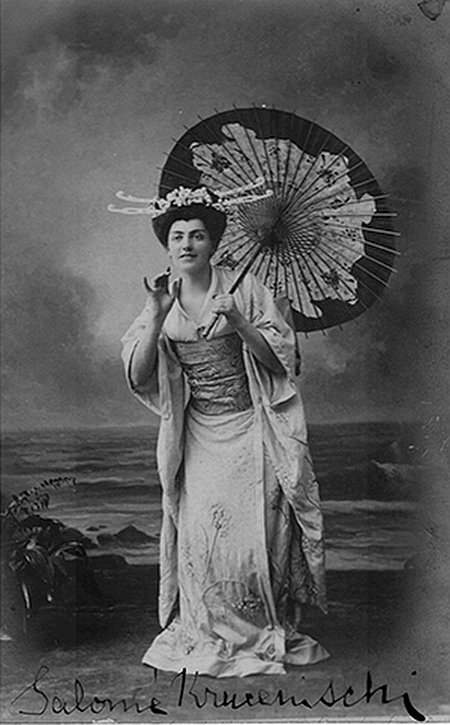
ブレシア大劇場で好評を得たウクライナ出身のソロミヤ・クルシェリンスカヤ

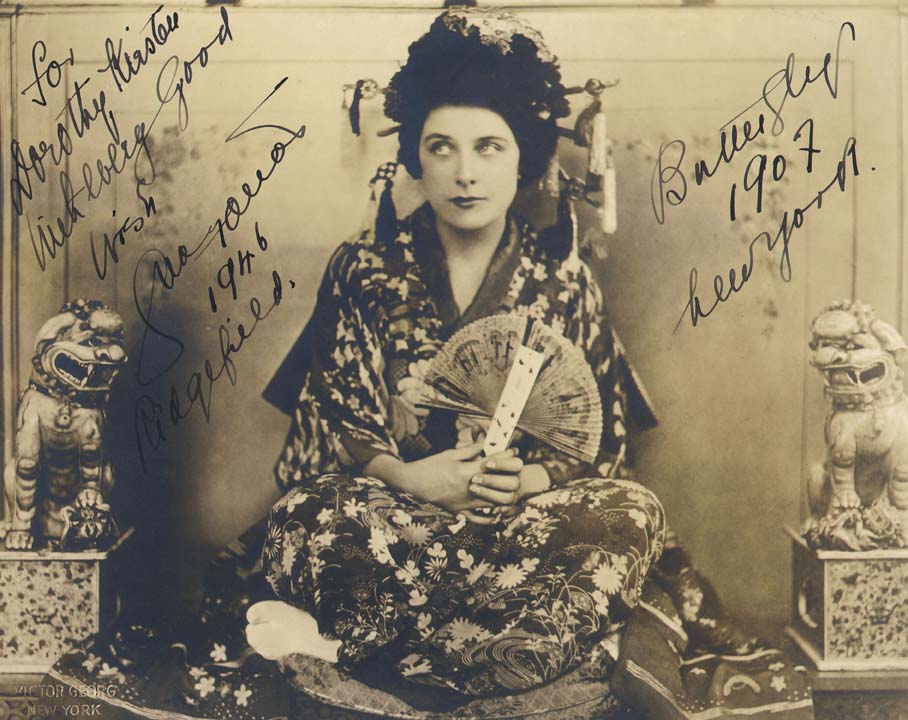
1907年にベルリン国立劇場公演で大成功をおさめたジェラルディン・ファーラーはニューヨークのメトロポリタン劇場だけでも100回近く蝶々夫人を演じた

現在ではイタリアオペラの主要なレパートリーとなっている「蝶々夫人」であるが、1904年2月17日ミラノ、スカラ座での初演はプッチーニの熱意にもかかわらず振るわなかった（彼の作品は本作に限らず、初演で不評を買うのが常であった）。失敗の理由はいくつか指摘される。初演版では、第2幕に1時間半を要すなど上演時間が長すぎたことや、文化の異なる日本を題材にした作品であったため観客が違和感を覚えたという原因が挙げられている。
ひどく落胆したプッチーニだったが、すぐさま改稿に取りかかった。改訂版の上演は3か月後の同年5月28日、イタリアのブレシアで行われ、大成功を収めた。その後、ロンドン、パリ公演とプッチーニは何度も改訂を重ね、1906年のパリ公演のために用意された第6版が、21世紀の今日まで上演され続けている決定版となっている。
本作は抒情的なテーマを盛り上げる美しいメロディや複雑な和声効果の使用などプッチーニの音楽の特色が現れた作品であり、イタリアオペラを代表する演目の一つとなっている。
プッチーニにとっては、ジュゼッペ・ヴェルディによって完成されたロマン派オペラの後継者としての地位、イタリアオペラのマエストロの地位を確立させることになった代表的作品である。

## 編成

### 配役

#### 主な登場人物
- 蝶々さん（蝶々夫人）（ソプラノ）
- ベンジャミン・フランクリン・ピンカートン（テノール）
- シャープレス領事（バリトン）

#### 脇役とされる登場人物
- ヤマドリ公爵（テノール）
- 勅使
- ゴロー（テノール）
- ボンゾ（蝶々さんのおじ。「坊主」か?）（バス）
- スズキ（メゾソプラノ）
- ケイト・ピンカートン（ピンカートンのアメリカ本国での妻）（メゾソプラノ）

#### その他の登場人物
- 登記係
- 蝶々さんの母
- 蝶々さんのおば
- 蝶々さんのいとこ
- 薬師手（バリトン）
- 蝶々さんの子
- 蝶々さんの知り合いと船乗りたち

### 楽器編成
ピッコロ（第3フルート持ち替え）・フルート2、オーボエ2、イングリッシュホルン、クラリネット2、バスクラリネット、ファゴット2、ホルン4、トランペット3、トロンボーン3、コントラバストロンボーン（多くはチンバッソで代用）、ティンパニ、バスドラム、スネアドラム、シンバル、トライアングル、グロッケンシュピール、銅鑼、鉦、ハープ、弦五部（14型）
舞台裏でヴィオラ・ダモーレ（通常ヴァイオリンで代用される）・銅鑼・梵鐘類・鐘・鳥笛・大砲

## 演奏時間
約2時間20分（第1幕50分、第2幕60分、第3幕30分）、初稿：約2時間30分（第一幕60分、第二幕90分

## あらすじ
時と場所：1904年の長崎。

### 第1幕
アメリカ海軍の戦艦エイブラハム・リンカーン所属の海軍士官ピンカートン(Pinkerton)は日本人の少女と結婚することになった。
結婚斡旋屋のゴロー(Goro)が、長崎にきたピンカートンに、結婚後に暮らす丘の麓の家や、下女のスズキ(Suzuki)や下男を紹介して機嫌を取っている。
そこへ駐長崎領事のシャープレス(Sharpless)がやってくる。ピンカートンはここでアリア「ヤンキーは世界のどこへ行っても」を歌う。シャープレスは優しい心の男であり、ゴローが紹介した少女がこの結婚が永久の縁と堅く信じていることを思い出し、戸惑う。だがピンカートンは、この結婚も一時の愛だとシャープレスの危惧を一笑に付すのであった。
そこへ蝶々さん(Cio-Cio-San)が芸者仲間とともに現れる。このとき「さあ一足よ」を歌う。シャープレスが可憐なこの15歳の少女に身の上を問うと、実家は大村の没落士族の家であると答え、父から頂いた切腹のための刀の入った箱を披露する。それにより、座は一時しらけてしまうが、ゴローによって結婚式の準備が進められる。蝶々さんは前日にキリスト教に改宗したことを告げる。
三々九度など一連の結婚の儀式が済んだ頃、蝶々さんの叔父のボンゾ(Bonze)が現れる。彼は蝶々さんの改宗を怒って詰問するが、ピンカートンに追い払われる。うろたえる蝶々さんを慰めるピンカートン。2人はここで愛の二重唱「可愛がってくださいね」を歌う。

### 第2幕
結婚式から3年が過ぎた。ピンカートンは任務が終わり、アメリカ合衆国に帰ってしまっていた。彼は蝶々さんに「コマドリが巣を作る頃には帰ってくる」と約束していた。蝶々さんの忠実な下女スズキは彼は既にそれらを反故にしたのではと疑うが、ピンカートンを信頼する蝶々さんにとがめられる。
きっと夫は帰ってくると信じてやまぬ蝶々さんは、ここでアリア「ある晴れた日に」を歌う。
その頃、シャープレスはピンカートンがアメリカ本国でアメリカ人女性と結婚したことを本人の代わりに蝶々さんに告げることになっていた。しかし蝶々さんの夫への信頼を見た彼は、それを壊すようなことはできなかった。蝶々さんはピンカートンの手紙を見て喜ぶ。そこへゴローが裕福な紳士ヤマドリ公(Prince Yamadori)を連れてやってくる。ヤマドリ公は蝶々さんに結婚を申し出るが、夫からの手紙に喜んでいる蝶々さんはそれを拒否する。ゴローは蝶々さんは離婚された妻であると説明しようとしたが、蝶々さんは激しく断る。「それは日本の習慣に過ぎない。今の私はアメリカ人である」と。ゴローとヤマドリ公がすごすごと帰ってしまうと、シャープレスと蝶々さんは「友よ、見つけて」を歌う。
そして、シャープレスがピンカートンが帰ってこなければどうするのか、と蝶々さんに問うと、芸者に戻るか、自刃するしかないと答え、困惑したシャープレスが「ヤマドリ公の申し出を受けてはどうか」と勧めると、「あなたまでがそんなことを言うのか」と怒り、シャープレスに彼女とピンカートンとの子供を見せ、「わが夫がこの子を忘れようか」と言い放ち、「子供のために芸者に戻って恥を晒すよりは死を選ぶわ」と泣き叫ぶ。シャープレスはいたたまれずに去っていく。
スズキは蝶々さんの悪評を拡げようとするゴローを捕まえる。蝶々さんにとって悪い話が次々と届く中、遠くにピンカートンの所属艦エイブラハム・リンカーンが兵員の到来を礼砲で告げた。それを望遠鏡で見つけた蝶々さんとスズキは喜び、家を花で飾り、二重唱「桜の枝を揺さぶって」を歌う。そして自分達と子供を盛装させ、障子を通して、ピンカートンの帰りを凝視する。夜が過ぎ、長いオーケストラとのハミングコーラスのパッセージが演奏される中、スズキと子供は眠ってしまう。蝶々さんは決して後悔していなかった。

### 第3幕
夜が明けた蝶々さんの家。蝶々さんは寝ずの番をしていた。スズキは目覚め、子供を蝶々さんのもとへ連れて行く。スズキは憔悴した蝶々さんを休むよう説き伏せる。ピンカートンとシャープレスが登場し、スズキに恐るべき真実を告げる。しかし、ピンカートンは罪悪感によって深く打ちひしがれ、自身を恥じていた。余りに卑劣なことで自分の口から蝶々さんに告げることはできず、彼は義務を放り出して去ってしまう。このときピンカートンはアリア「さらば愛の巣」を歌う。スズキは、はじめは猛烈に怒っていたが、シャープレスから、蝶々さんが子供を渡してくれれば、ピンカートンのアメリカ人妻がその子を養育するということを聞き、説き伏せられてしまう。
蝶々さんはピンカートンと会えると思い、目を輝かせて登場する。しかしピンカートンの代わりに彼のアメリカでの妻ケイト(Kate Pinkerton)と対面させられる。蝶々さんは感傷的な穏やかさをたたえつつ真実を受け止め、礼儀正しくケイトを祝福した。これで平穏が見いだされるであろうと。それから、ケイトやシャープレスにお辞儀をし、子供を渡すことを約束する。そしてスズキに家の障子を全部閉めさせ一人きりになる。障子越しに侍るスズキに対しては、「子供を外で遊ばせるように」と命じて下がらせる。
蝶々さんは仏壇の前に座り、父の遺品の刀を取り出し、「名誉のために生けることかなわざりし時は、名誉のために死なん（Con onor muore chi non puo serbar vita con onore.）」の銘を読み自刃しようとするが、そこへ子供が走ってくる。蝶々さんは子供を抱きしめアリア「さよなら坊や」を歌い、子供に目隠しをし、日米の国旗を持たせる。そして、刀を喉に突き立てる。今際の際でも子供に手を伸ばす蝶々さん。そこへ異変を聞きつけたピンカートンとシャープレスが戻ってくるが、とき既に遅く、蝶々さんは息絶える。幕。

## 著名なアリア
- 「ある晴れた日に」
  - 「蝶々夫人」の中でも特に代表されるアリアであり、単独で歌われることの多いものである。伝説のソプラノ歌手、マリア・カラスもこのアリアを十八番としており、現在出回っている彼女のベスト盤の多くにこのアリアが収められている。
  - サミー・フェインは、この曲を参考に映画「慕情」の主題曲を作曲した。
  - 1988年ソウルオリンピックでのアーティスティックスイミングで小谷実可子がソロの演技で、1998年長野オリンピックの開会式での聖火の点火の場面、2006年トリノオリンピックのフィギュアスケートで安藤美姫がフリーの演技でそれぞれこの曲をフィーチャーしたものを使用している。
  - 2015-16シーズンにフィギュアスケートの浅田真央がフリーの曲で使用している。[8]
  - JR九州の特急「かもめ」のうち、885系で運行される長崎行の列車では、浦上駅到着直前からこの曲のインストゥルメンタルが車内で流れる。
  - 「長崎県スポーツ行進曲」にも、この曲が引用されている。
  - 2004年より長崎市、長崎国際観光コンベンション協会、マダム・バタフライ国際コンクールin長崎が主催となって開催されている、マダム・バタフライ国際コンクールin長崎にて、ソプラノの共通課題曲になっている（テノールの共通課題曲は「さらば愛の巣」）。
- 「可愛がってくださいね」

第一幕で蝶々さんとピンカートンが歌う二重唱。旋律とハーモニーの美しさで有名。
- 「さらば愛の巣」

ピンカートンのアリアの中で最も有名。
- 「さよなら坊や」（かわいい坊や）

最後のアリア。

## 引用された曲
当時のジャポニスムの流行も反映してかプッチーニは日本の音楽を収集し、使用している。そのため、同時期に作られた「ミカド」などよりは、はるかに日本的情緒のある作品に高めており、今日、日本人に好まれるオペラの一つにしている要因となっている。
この「引用、転用」は後に「トゥーランドット」でも行われる。
- 「宮さん宮さん」
- 「さくらさくら」
- 「お江戸日本橋」
- 「君が代」
- 「越後獅子」
- 「かっぽれ（豊年節）」
- 「推量節」
- 「星条旗」

## 蝶々夫人を演じた日本人
ジェラルディン・ファーラーが蝶々夫人を演じた1911年3月9日のメトロポリタン歌劇場でのマチネーで、マリー・マットフェルトの代役でスズキを演じた高折寿美子（矢野寿美子）は、1914年1月1日から1月25日まで帝国劇場で行われた高折周一・寿美子夫妻の帰朝おみやげ公演で蝶々夫人を演じた。このときの公演は『蝶々夫人』第2幕からの抜粋を周一が編作したもので、全一場『長崎市蝶子夫人侘住居』とプログラムに記されていた。

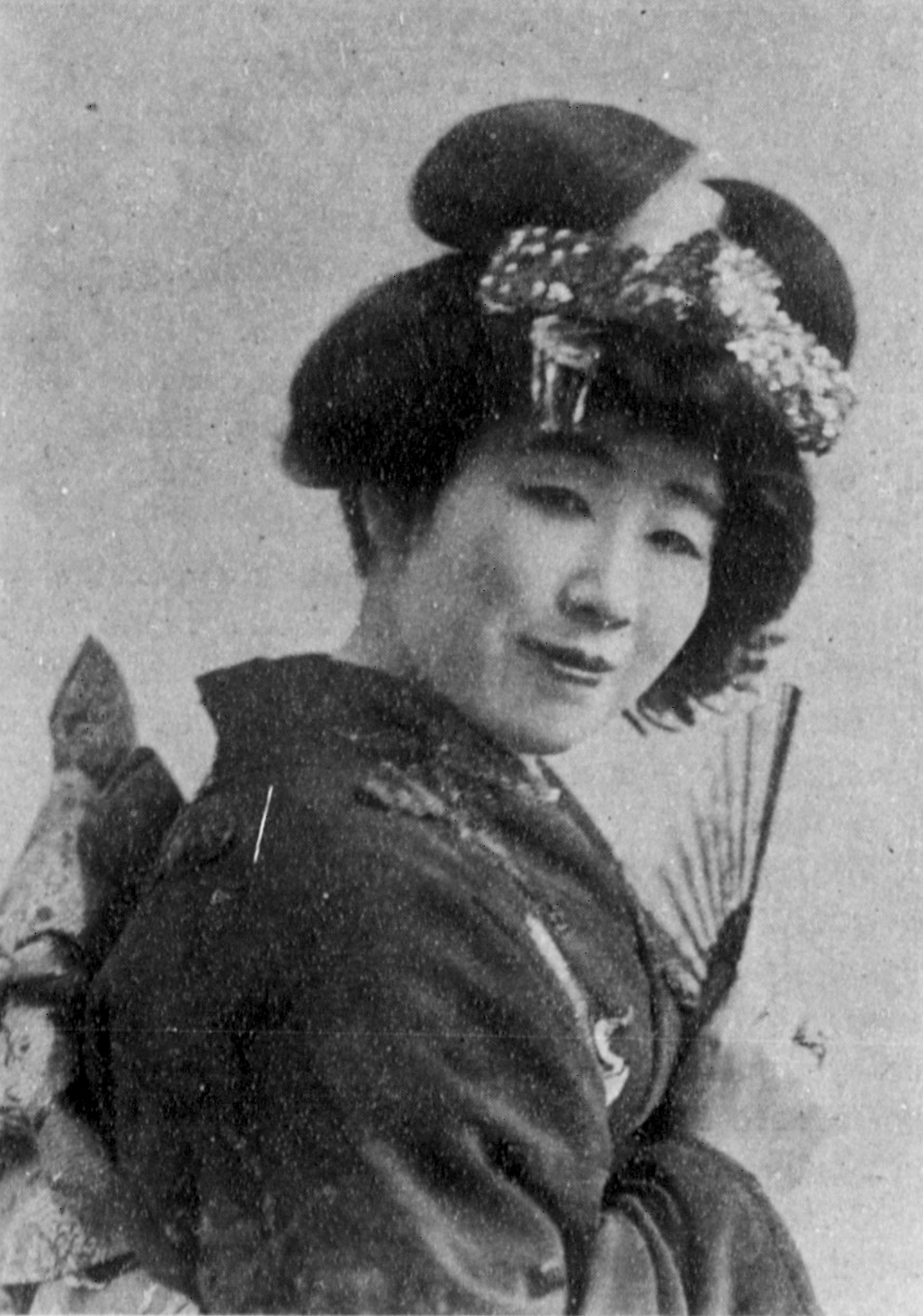
三浦環。1916年

明治から昭和初期にかけて活躍したソプラノ歌手の三浦環は、この蝶々夫人役を得意とし、その生涯において世界各地で数多く蝶々夫人役を演じた。1915年5月31日に初の日本人による蝶々夫人役としてロンドンのオペラハウスで演じたのを皮切りに、約20年間暮らした海外だけでも2000回以上公演した。現在でも長崎のグラバー園にはその功績を称える三浦の像がある。
他に、蝶々夫人を得意とした日本人ソプラノ歌手には、戦前のヨーロッパで活躍した原信子・喜波貞子（きわ ていこ）・田中路子（1932年にオーストリア・グラーツでデビュー）、同じくヨーロッパで戦中戦後に渡り活躍した伊藤敦子・長谷川敏子（1944年、イタリアミラノ・スカラ座で日本人初の出演）、20世紀後半以降は砂原美智子（パリを拠点）、東敦子（1971年ウィーン国立歌劇場デビュー（日本人初）、1972年メトロポリタン歌劇場デビュー、1978年ボリショイ劇場デビュー（日本人初））、林康子（1972年、蝶々役でスカラ座デビュー）、片野坂栄子（1977年、ミュンヘン国立ゲルトナー歌劇場のプレミエで歌った「蝶々夫人」は絶賛を博し“黄金のばら賞”を受賞。この他、ヨーロッパの各歌劇場にて200回以上もこのオペラを主演） らがいる。
映画では、1954年（昭和29年）にカルミネ・ガローネが監督として、東宝とリッツオーリ・フィルム＝ガローネ・プロの日伊合作が製作された。『蝶々夫人』のタイトルロールを当時宝塚歌劇団在団中でタカラジェンヌだった八千草薫が演じ（吹き替えはオリエッタ・モスクッチが担当。）、日本だけでなくイタリアでも大評判をとった。

## 「蝶々さん」は誰か？

揚羽蝶

「蝶々夫人」の舞台となった日本では長らく「『蝶々夫人』のモデルは誰か？」ということが議論されてきた。ロングの実姉サラ・ジェニー・コレルは、1890年代初頭から鎮西学院五代目校長で宣教師でもあった夫とともに長崎の東山手に住んでいた。ロングは、姉のコレル夫人から聞いた話から着想を得て、小説を執筆したとされている。
長年、有力視されていたのは、幕末に活躍したイギリス商人トーマス・ブレーク・グラバーの妻、ツルである。これは彼女が長崎の武家の出身であると、誤って伝えられたことや、「蝶」の紋付を好んで着用し「蝶々さん」と呼ばれたことに由来する。長崎の旧グラバー邸が長崎湾を見下ろす南山手の丘の上にあることも、物語の設定と一致する。しかし、ロングの小説で具体的に記述されている蝶々夫人の経歴に、ツルの生涯と似ている部分があるが、重要部分で異なる点も多いため、モデルと考えるのは不自然との意見もある。一方、グラバーとツルの間に生まれた長男の倉場富三郎がペンシルベニア大学に留学していたこと、ロング本人が、「姉は倉場富三郎に会ったことがある」と語ったと言われることなどは、「蝶々夫人＝グラバー・ツル」説を裏付ける要素とされている。ただし、ロングは小説が実話に基づくとは明言しておらず、また、彼自身がアメリカ士官を貶めているともとれる小説の人物設定について多くの批判を受けていたこともあり、真相は曖昧にされたまま現在に至る。
ツルが最初の結婚でもうけた娘・センの子孫の調査によると、ロングの小説『マダム・バタフライ』に登場する家がグラバー邸内と酷似していることと、ロングがのちに書いた戯曲『マダム・バタフライ その20年後』の原稿に「Dam. Too-ri」とメモがあり、ツルと読めることから、ロングはツルを下敷きにしていたと思われるが、内容自体はツルの経歴とは異なり、創作である。
当時の長崎では、洋妾（ラシャメン）として、日本に駐在する外国人の軍人や商人と婚姻し、現地妻となった女性が多く存在していた。また19世紀初めに出島に駐在したドイツ人医師のフィリップ・フランツ・フォン・シーボルトにも、日本人妻がいた。下級の軍人が揚屋などの売春宿などに通って欲望を発散する一方、金銭的に余裕がある高級将校などは居宅に女性と暮らしていた。この際の婚姻届は、鎖国から開国にいたる混乱期の日本で、長崎居留の外国人と日本人女性との同居による問題発生を管理したい長崎奉行が公認しており、飽くまでも一時的なものだった。相手の女性も農家から長崎の外国人居留地に出稼ぎに来ていた娘であり、生活のために洋妾になったのである。互いに割り切った関係であり、この物語のように外国人男性との関係が真実の恋愛であった例は稀である。現に、シーボルトの日本人妻だった楠本滝は、シーボルトの帰国後に婚姻・離婚を繰り返している。まして、夫に裏切られて自殺をした女性の記録は皆無であり、蝶々夫人に特別なモデルはいない創作上の人物であると考える説も有力である。

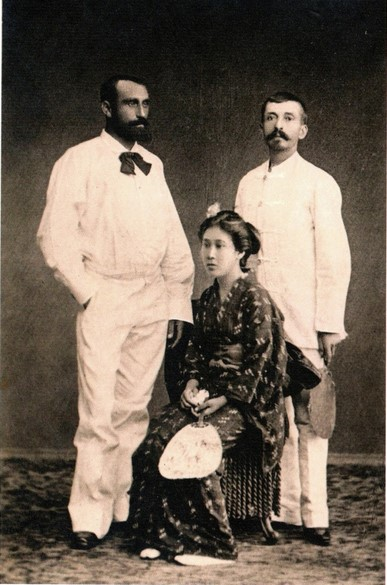
イヴ、お菊（おカネ）、ロティ

「蝶々夫人」の先行作品であるメサジェの歌劇「お菊さん」の原作者ピエール・ロティの長崎の現地妻で、お菊さんのモデルであったおカネが蝶々夫人のモデルであるという説もある。
おカネ（兼）は、1869年（明治2年）豊後国岡藩(現在の大分県竹田市)の武士の家に生まれた。幼い頃から三味線などの芸事を嗜んでいたが、西南の役で実家が没落、竹田に縁のあるグラバー夫人を頼り、長崎で芸者になり、1885年（明治18年）にロティと結ばれる。ロティとの結婚生活は1ヶ月で終わり、その数年後、おカネは長崎郊外の川原の提灯屋（ムシュ・パンソン）と再婚する。1900年（明治33年）ロティは長崎を再訪して10ヶ月滞在したが、おカネには会おうとしなかった。そのことがショックで、おカネは家を捨て一人竹田に戻り、烏嶽の洞窟で暮らした。竹田の人々は「狂人オカネ」と呼んだが、一部の人の庇護の元、その後20年間生きて、1921年（大正10年）に死去する。享年52。

上記「作曲の経緯」で記されている通り、「蝶々夫人」と「お菊さん」の関係が明確になったことから、蝶々夫人のモデルは、竹田生まれのおカネさんという説である。

## 批判
植民地主義時代の偏見に基づいたストーリーを未だに演じることへの批判や反論は国内外問わず根強くあり、2007年には、イギリスの音楽教授でプッチーニの専門家、ロジャー・パーカーが人種差別的であるとして批判した。

## バレエ
2019年、Kバレエカンパニーが9月27日～29日Bunkamuraオーチャードホールと10月10日～14日東京文化会館大ホールで『マダム・バタフライ』と題してバレエ公演を行なった。
- 演出・振付・台本＝熊川哲也
- 音楽＝ジャコモ・プッチーニ、アントニン・ドヴォルザーク
- 舞台美術＝ダニエル・オストリング
- 衣装デザイン＝前田文子
- 照明デザイン＝足立恒
- 音楽監督・指揮＝井田勝大
- 演奏＝シアター オーケストラ トーキョー
- 編曲＝横山和也
- 演出・振付補佐＝宮尾俊太郎

## トリビア
漫画・アニメ『エースをねらえ!』に登場するキャラクター「お蝶夫人」は「蝶々夫人」の別の邦訳名であるが、このキャラクターは元来の「蝶々夫人」とまったく関係がない。むしろ性格、境遇設定などは正反対でさえある。
島田雅彦が2000年より刊行した小説シリーズ『無限カノン三部作』は、主人公の青年カヲルが蝶々とピンカートンの末裔という設定の恋愛小説で、カヲルのルーツとなる蝶々らの物語は主に第1作『彗星の住人』で描かれた。派生する作品として、カヲルの祖父にあたる蝶々の遺児、ベンジャミン・ピンカートン・ジュニア（ニックネーム"ジュニア・バタフライ"、略称J.B）の母との死別・米国へ引き取られてからの半生を太平洋戦争・長崎原爆をまじえて描いたオペラ『ジュニア・バタフライ』が、ストーリー・島田雅彦、作曲・三枝成彰らの手によって製作された。2004年4月初演時の主な出演者は佐野成宏(J.B)、佐藤しのぶ(ナオミ、J.Bの恋人)ら。
なお、『ジュニア〜』は2006年8月3日から9日までイタリア・トッレ・デル・ラーゴ野外大劇場にて開催されたプッチーニ音楽祭でも佐野・J.B-ナオミ・佐藤のコンビで上演され現地でも絶賛された。
渡辺はま子が歌った歌謡曲『長崎のお蝶さん』（作詞：藤浦洸　作曲：竹岡信幸）は、蝶々夫人を歌っており、間奏に「ある晴れた日に」の旋律が使われている。
桃屋の「いか塩辛」のCMで、本作がネタにされている。